# Янув (Велюнський повіт)
Янув (пол. Janów) — село в Польщі, у гміні Острувек Велюнського повіту Лодзинського воєводства.
Населення — 349 осіб (2011).
У 1975-1998 роках село належало до Серадзького воєводства.

## Демографія
Демографічна структура станом на 31 березня 2011 року:
|          | Загалом | Допрацездатний вік | Працездатний вік | Постпрацездатний вік |
| -------- | ------- | ------------------ | ---------------- | -------------------- |
| Чоловіки | 175     | 49                 | 115              | 11                   |
| Жінки    | 174     | 48                 | 91               | 35                   |
| Разом    | 349     | 97                 | 206              | 46                   |